# Meibomia sennaarensis
Meibomia sennaarensis là một loài thực vật có hoa trong họ Đậu. Loài này được (Schweinf.) Kuntze mô tả khoa học đầu tiên năm 1891.